# دارين ستار
دارين ستار (بالإنجليزية: Darren Star)‏ هو منتج أفلام وكاتب سيناريو ومخرج أمريكي، ولد في 25 يوليو 1961 في بوتوماك في الولايات المتحدة.

## وصلات خارجية
- دارين ستار على موقع IMDb (الإنجليزية)
- دارين ستار على موقع روتن توميتوز (الإنجليزية)
- دارين ستار على موقع ألو سيني (الفرنسية)
- دارين ستار على موقع ميوزك برينز (الإنجليزية)
- دارين ستار على موقع أول موفي (الإنجليزية)
- دارين ستار على موقع قاعدة بيانات الأفلام السويدية (السويدية)
- دارين ستار على موقع إن إن دي بي (الإنجليزية)
- دارين ستار على موقع قاعدة بيانات الفيلم (الإنجليزية)
- دارين ستار على موقع كينوبويسك (الروسية)